# Getxo Rugby Taldea
El Getxo Rugby Taldea, conocido por razones de patrocinio como Steelphalt Getxo R. T. es un club de rugby del municipio de Guecho (Vizcaya, España). 
Su equipo masculino juega en segunda categoría del rugby español, la División de Honor B. Mientras que su equipo femenil juega en la máxima categoría del rugby español femenino, la Liga Iberdrola.
El campo donde juega como local sus partidos es la Ciudad Deportiva Municipal de Fadura y sus colores son el negro y el amarillo.

## Historia
El Getxo Rugby Taldea, se fundó en 1975 al unirse tres jugadores del Gernika Rugby Taldea que vivían en esta localidad vizcaína. Durante sus primeros años de vida se nutrió de todo el entramado deportivo de este municipio, principalmente de los remeros de traineras. Se obtuvieron, desde muy pronto, grandes resultados deportivos, tanto en categoría sénior como en las categorías inferiores.
En la década de los 1980, siguió con su crecimiento hasta conseguir avanzar desde la categoría regional hasta la División de Honor, la máxima categoría del rugby español. En esta misma década, en el año 1989 se crea la sección femenina del club, que también se ha caracterizado, desde sus inicios, por tener grandes resultados en el ámbito deportivo y por una vocación de formación tanto de deportistas como de personas dentro de los valores del rugby.
Durante la década de 1990, el club vive su época dorada, consiguiendo sus mayores éxitos deportivos en el equipo sénior masculino, con la consecución de un título de Liga de División de Honor, cuatro copas del Rey y llegó a tres finales más de esta última competición. Tras este periodo esplendoroso y cuando ya parecía normal su presencia en la máxima categoría del rugby nacional y la consecución de títulos, hubo una crisis de juego que hizo perder tanto la categoría, como su presencia en las finales de copa.
El siglo XXI, significa la recuperación de los buenos resultados deportivos, primero volviendo a la División de Honor y más tarde repitiendo su participación en la Final de Copa del Rey de 2005. Además, este siglo marca el comienzo de la profesionalización del club, etapa aún no finalizada, pero que se observa en un aumento progresivo del presupuesto para cada temporada. Esta década también marca el comienzo de los éxitos femeninos en categoría nacional, ya que consigue ganar la Copa de la Reina de 2001 y de 2008 y alcanzó otra final de esta competición en 2004. Además de estos éxitos, en el año en el que cumplía 20 años su sección femenina, el 2009, y gracias a haber ganado la Copa de la Reina del año anterior, se enfrentó en la Final de la Copa de Europa Femenina al equipo francés del USA Toulouges, que sita en una localidad cercana a Perpiñán; y que, a pesar de haber perdido esta final disputada a doble partido, significó una bonita experiencia para las componentes del equipo.
El 19 de abril de 2009 se consumaba el descenso directo del Getxo a la División de Honor B tras perder ante el líder, el CRC Madrid, y finalizar en última posición la temporada regular. Durante las temporadas 2009-2010 y 2010-2011, el equipo militó en el Grupo 1 (Norte) de División de Honor B. Este último año el equipo se clasificó primero de su grupo, invicto durante toda la temporada, y consiguió regresar a la primera categoría del rugby español tras vencer en la eliminatoria de promoción al equipo valenciano "Les Abelles", quien se había clasificado en segundo lugar en la liga regular del Grupo 2 (Sur) de División de Honor B. También se proclamó campeón de esa categoría al renunciar el otro equipo ascendido IVECO-Universidade Vigo a jugar la final.
En su vuelta a la División de Honor A, en la temporada 2011-2012 consiguió clasificarse para los playoffs para el título liguero, llegando a las semifinales en las que cayó derrotado ante el VRAC Quesos Entrepinares por 55-25
En la siguiente temporada el club cambió de entrenador al asumir el neozelandés Bryce Bevin el puesto de seleccionador español.
Asumió la dirección del equipo el australiano Todd Dammers, procedente de la Universidad de Sídney, quedando clasificado en octavo lugar en la liga regular. Dammers continuó dirigiendo al equipo hasta principios del año 2014, cuando decidió restringir el contrato con la entidad por motivos personales. En ese momento volvió a tomar las riendas del equipo el Bryce Bevin.
Se mantuvo en División de Honor hasta la temporada 2017-18 al quedar en última posición en la tabla clasificatoria después de un año con un equipo muy joven.
En 2020 vuelve a ascender a División de Honor, aunque en la siguiente temporada, la 2020-21, volverían a descender tras quedar en la última posición.
En las temporadas 2021-22, 2022-23, 2023-24 de División de Honor B, jugaría en el Grupo Élite buscando volver a la máxima categoría.

## Patrocinio
Actualmente, durante la temporada 2024-25, el equipo masculino del Getxo está patrocinado por la empresa Steelphalt, la cual está especializada en la fabricación de asfalto de alto rendimiento.
El Getxo estuvo patrocinado por el centro comercial Artea aproximadamente desde la temporada 2006-07 hasta la temporada 2018-19, tanto a su equipo masculino como al femenino. 
Durante la temporada 2020-21 de la División de Honor B femenina, el equipo femenino se llamó Getxo Giroa - Veolia R. T. por el patrocinio de la empresa Giroa - Veolia que es una empresa especializada en servicios energéticos y medioambientales.

## Plantilla 2020-2021

### Jugadores
| Jugador                | Puesto        | Edad | Nacionalidad | Caps (puntos) |
| Iñigo Viteri           | Talonador     | 24   | España       | -             |
| Borja Viteri           | Talonador     | 24   | España       | -             |
| Mariano Filomeno       | Pilier        | 30   | Argentina    | -             |
| Euken de Irala         | Pilier        | 21   | España       | -             |
| Juan Sebastián Basto   | Pilier        | 22   | España       | -             |
| Emmanuel Marin         | Pilier        | 30   | Argentina    | -             |
| José Luis Najera       | Pilier        | 27   | España       | -             |
| Gonzalo Pérez          | Pilier        | 23   | España       | -             |
| Peio Landaburu         | Segunda línea | 34   | España       | -             |
| Asier Aguirre          | Segunda línea | 25   | España       | -             |
| Gontzal Berriotxoa     | Segunda línea | 29   | España       | -             |
| Pablo Gómez            | Segunda línea | 20   | España       | -             |
| Mikel Calvo            | Tercera línea | 23   | España       | -             |
| Pello Larrinaga        | Tercera línea | 22   | España       | -             |
| Iñigo Lugaresaresti    | Tercera línea | 32   | España       | -             |
| Ernesto Ólmedo         | Tercera línea | 26   | Argentina    | -             |
| Nicolas Pooli          | Tercera línea | 20   | Argentina    | -             |
| Unai Aranguren         | Medio melé    | 23   | España       | -             |
| Mikelats Rodríguez     | Medio melé    | 23   | España       | -             |
| Pablo Nolasco          | Medio melé    | 27   | España       | -             |
| Ander Calvo            | Apertura      | 25   | España       | -             |
| Peio Arrate            | Apertura      | 21   | España       | -             |
| Ander Arrate           | Apertura      | 23   | España       | -             |
| Borja Arnedo           | Centro        | 24   | España       | -             |
| Unai Larrinaga         | Centro        | 19   | España       | -             |
| Fran Martirena         | Centro        | 22   | España       | -             |
| Pablo Molina           | Centro        | 28   | España       | -             |
| Gerrit Jacobus Van Wyk | Centro        | 18   | Sudáfrica    | -             |
| Ganix Zabala           | Centro        | 29   | España       | -             |
| Aitor Zubeldia         | Ala           | 22   | España       | -             |
| Peio Santacruz         | Ala           | 24   | España       | -             |
| Ander Moso             | Ala           | 27   | España       | -             |
| Jorge Rodríguez        | Ala           | 39   | España       | -             |
| Gorka Gárate           | Ala           | -    | España       | -             |
| Ganix Zabala           | Zaguero       | 24   | España       | -             |
| Aitor Zubeldia         | Zaguero       | 21   | España       | -             |

### Cuerpo técnico
- Entrenadores: Juan Carlos Bado

## Palmarés

### Masculino
- 1 Liga División de Honor: 1992-93.
- 1 División de Honor B: 2010-11.
- 4 Copa S. M. El Rey: 1990, 1991, 1992, 1997.
- 3 finalista de la Copa S.M. El Rey: 1993, 1995, 2005.

### Femenino
- 2 Copa S. M. La Reina: 2001, 2008.
- 1 finalista de la Copa S.M. La Reina: 2004, 2009, 2010.
- 1 finalista de la Copa de Europa de Clubes Femenina: 2009.